# The Very Best of Cat Stevens
The Very Best of Cat Stevens ist das dritte Kompilationsalbum des Sängers und Songwriters Cat Stevens.

## Geschichte
Das dritte Kompilationsalbum von Cat Stevens erschien im Februar 1990 und umfasste erstmals auch zwei Titel, die auf dem Label Deram Records erschienen sind, so dass die Zusammenstellung umfassender als die beiden vorhergehenden Greatest-Hits-Kompilationsalben (US: keine Platzierung; UK: Platz 4; DE: Platz 8) ist. Neun Jahre später wurde Remember Cat Stevens - The Ultimate Collection (US: keine Veröffentlichung; UK: Platz 31; DE: Platz 20), eine Zusammenstellung von 24 Titeln veröffentlicht, die im Oktober 2003 unter dem Namen The Very Best of Cat Stevens (US: keine Platzierung; UK: keine Platzierung; DE: Platz 6) mit einer DVD erschien. Die DVD beinhaltet bis dato unveröffentlichtes Videomaterial.
Im März 2000 erschien in den USA unter dem gleichen Namen mit einem sehr ähnlichen Cover bereits eine 20 Titel umfassende, chronologisch von 1967 bis 1978 aufgebaute Kompilation (US: Platz 58), die einen unveröffentlichten Titel (I’ve Got a Thing About Seeing My Grandson Grow Old) aus der Mona Bone Jakon-Session beinhaltet; eine alternative Version dieses Titels erschien auf der 2001er Box On the Road to Find Out (Box Set).

## Titellisten
Alle Songs (außer anders erwähnt) wurden von Cat Stevens geschrieben.

### Veröffentlichungsversion Februar 1990
1. Where Do the Children Play?
2. Wild World
3. Tuesday’s Dead
4. Lady D’Arbanville
5. The First Cut Is the Deepest
6. Oh Very Young
7. Rubylove
8. Morning Has Broken
9. Moonshadow
10. Matthew and Son
11. Father and Son
12. Can’t Keep It In
13. Hard Headed Woman
14. (Remember the Days of the) Old Schoolyard
15. I Love My Dog
16. Another Saturday Night (Sam Cooke)
17. Sad Lisa
18. Peace Train

### Veröffentlichungsversion März 2000 (USA)
1. Matthew and Son
2. The First Cut is the Deepest
3. Lady D’Arbanville
4. I’ve Got a Thing About Seeing My Grandson Grow Old (Erstveröffentlichung)
5. Wild World
6. Where Do the Children Play?
7. Hard Headed Woman
8. Father and Son
9. The Wind
10. Morning Has Broken
11. Moonshadow
12. Peace Train
13. Sitting
14. Can’t Keep It In
15. Foreigner Suite (excerpt)
16. Oh Very Young
17. Another Saturday Night (Sam Cooke)
18. Majik of Majiks
19. (Remember the Days of the) Old Schoolyard
20. Just Another Night

### Veröffentlichungsversion Oktober 2003 (Europa)
Die Titelzusammenstellung ist identisch mit der CD Remember Cat Stevens - The Ultimate Collection vom November 1999
1. Moonshadow
2. Father and Son
3. Morning Has Broken
4. Wild World
5. The First Cut Is the Deepest
6. Lady D’Arbanville
7. Oh Very Young
8. Matthew and Son
9. Sitting
10. Hard Headed Woman
11. I Love My Dog
12. Ruby Love
13. Don’t Be Shy
14. Can’t Keep It In
15. Here Comes My Baby
16. Into White
17. (Remember the Days of The) Old School Yard
18. Where Do the Children Play?
19. How Can I Tell You
20. Another Saturday Night (Sam Cooke)
21. Sad Lisa
22. Just Another Night
23. Peace Train
24. If You Want to Sing Out, Sing Out

Mit Bonus-DVD:
1. Moonshadow (Cat Stevens in Concert 1971, BBC)
2. Wild World (Cat Stevens in Concert 1971, BBC)
3. Father and Son (Cat Stevens in Concert 1971, BBC)
4. Hard Headed Woman (Majikat Earth Tour 1976)
5. Where Do The Children Play? (Granada TV)
6. (Remember The Days Of The) Old School Yard (Promo Video)
7. Teaser and the Firecat (Animationsfilm)

## Verkaufszahlen und Auszeichnungen

### The Very Best of Cat Stevens (1990)
| Land/Region                  | Auszeichnungen für Musikverkäufe (Land/Region, Auszeichnung, Verkäufe) | Verkäufe  |
| ---------------------------- | ---------------------------------------------------------------------- | --------- |
| Australien (ARIA)            | 3× Platin                                                              | 210.000   |
| Deutschland (BVMI)           | Gold                                                                   | 250.000   |
| Frankreich (SNEP)            | Platin                                                                 | 300.000   |
| Mexiko (AMPROFON)            | Gold                                                                   | 100.000   |
| Neuseeland (RMNZ)            | 11× Platin                                                             | 165.000   |
| Österreich (IFPI)            | Gold                                                                   | 25.000    |
| Vereinigtes Königreich (BPI) | 3× Platin                                                              | 900.000   |
| Insgesamt                    | 3× Gold · 18× Platin ·                                                 | 1.950.000 |

Hauptartikel: Cat Stevens/Auszeichnungen für Musikverkäufe

### The Very Best of Cat Stevens (2000)
| Land/Region                  | Auszeichnungen für Musikverkäufe (Land/Region, Auszeichnung, Verkäufe) | Verkäufe  |
| ---------------------------- | ---------------------------------------------------------------------- | --------- |
| Kanada (MC)                  | Gold                                                                   | 50.000    |
| Neuseeland (RMNZ)            | 2× Platin                                                              | 30.000    |
| Vereinigte Staaten (RIAA)    | Gold                                                                   | 500.000   |
| Vereinigtes Königreich (BPI) | 2× Platin                                                              | 600.000   |
| Insgesamt                    | 2× Gold · 4× Platin ·                                                  | 1.180.000 |

Hauptartikel: Cat Stevens/Auszeichnungen für Musikverkäufe